# Mercedes-Benz LK

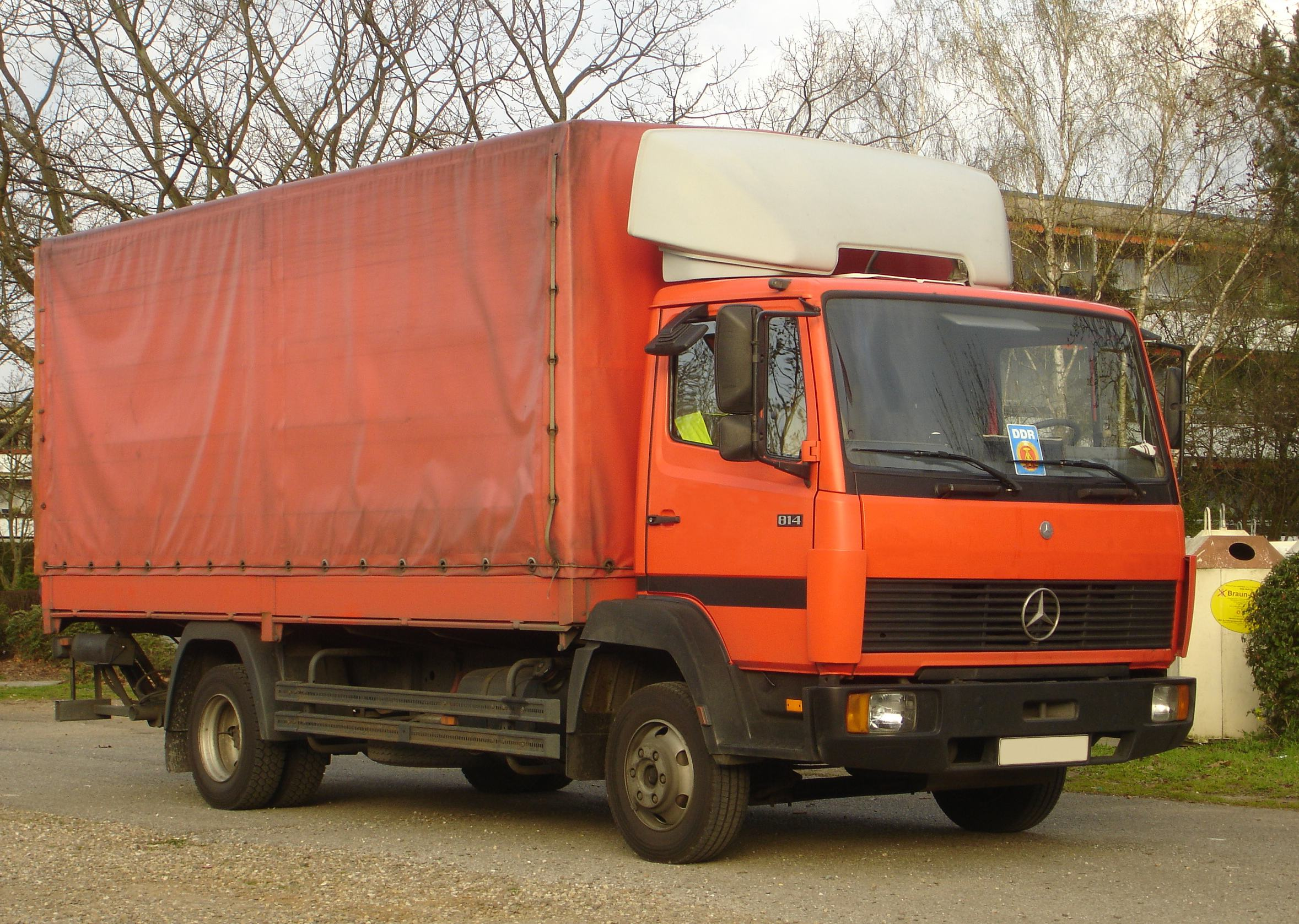
Mercedes-Benz 814

De Mercedes-Benz LK (Leichte Klasse) was een serie vrachtwagens van de Duitse constructeur Mercedes-Benz en zou tussen 1984 en 1998 geproduceerd worden. Intern kreeg het de naam LN2. Het was de opvolger van de LP en werd zelf opgevolgd door de Atego.
Het dekte aanvankelijk de markt af van 7, 8, 9, 11 en 13 ton totaalgewicht en werd aangedreven met dieselmotoren met een vermogen tussen 90 en 201pk. Zoals bij Mercedes-Benz gewoonlijk werden de vrachtwagens aangeduid met een getal van drie of vier cijfers, waarbij het eerste of de beide eerste getallen het gewicht in ton aangaven en de laatste twee het vermogen in pk (gedeeld door ongeveer) 10. Een 7,5 tons vrachtwagen met 136 pk werd zo tot 814.
De serie kreeg volledig nieuw ontwikkelde zescilinder dieselmotoren met directe injectie en had een kantelbare cabine, vanaf nu op alle modellen. In vergelijking met de voorganger kreeg deze een iets prominenter gezicht, doordat de bumpers en wielkasten meer uitstaken. 
Het verkeeg de titel Truck van het jaar.